# Chiesa di San Francesco (Chieti)
La chiesa di San Francesco detta "al Corso" per la sua posizione urbanistica o anche "della scarpa" in virtù della presenza dei francescani conventuali, è la chiesa più importante di Chieti dal punto di vista storico, artistico ed architettonico, dopo l'attigua cattedrale di San Giustino.

## Storia
Situata a pochissima distanza dalla cattedrale di San Giustino (ed attualmente separata da un dislivello anticamente assente) la chiesa dei francescani ed il relativo convento fanno risalire la data di fondazione al 1239. Preesisteva tuttavia in loco una chiesetta ancora precedente, dedicata a san Lorenzo. Le dimensioni e la monumentalità del primo complesso francescano erano comunque più contenute, confacendosi anche alle preferenze dell'ordine mendicante; la chiesa poi fu ampliata ed abbellita nel corso dei secoli, anche per via della sua funzione di "foresteria", ovvero scelta per ospitare, al suo interno, gran parte delle cappelle dedicate alla devozione di famiglie e comunità originarie di altre regioni, trasferitesi poi a Chieti per affari.
I primi lavori furono compiuti sotto la spinta del nobile teatino Antonio Gizzi, prima sostenitore e poi francescano a sua volta: egli riuscì ad acquisire la chiesa di San Lorenzo e fece erigere un primo romitorio a sue spese. Nel trecento venne eretta la facciata laterizia che oggi rimane originale solo nella parte superiore; la fabbrica prese inoltre le dimensioni attuali, anche se è presumibile che inizialmente la chiesa fosse divisa in tre navate. Alla fine del cinquecento cominciarono i lavori destinati a dare l'aspetto definitivo al complesso chiesistico-conventuale, con la trasformazione del san Francesco in un'aula unica con profonde cappelle per ogni lato.
Nel 1620 venne quindi completato il refettorio dell'attiguo convento. Nel 1689, poi, venne rafforzata pesantemente la struttura muraria della zona presbiteriale allo scopo di costruire l'ardita cupola che illumina la chiesa svettando nel panorama della città di Chieti. Al primo settecento si deve invece l'inizio del rinnovamento barocco della struttura, che esternamente rimarrà compiuto solo nella metà inferiore della facciata ma che renderà l'interno della chiesa francescana il più sontuoso, almeno pittoricamente, dell'intera città. Dovevano ancora venire, negli anni, la soppressione murattiana degli ordini mendicanti (che costrinse i frati a lasciare l'attiguo convento, oggi sede dell'intendenza di finanza), il ritorno parziale, lo sbancamento del colle per consentire l'abbassamento della sede stradale ed il collegamento del corso con l'attigua via Arniense, la costruzione di un'artistica scalinata vignolesca (opera di Tommaso Scaraviglia) nel 1863 per consentire, dopo i lavori, l'ingresso alla chiesa ed in ultimo, l'incendio del coro ligneo, che, nei primi anni del XX sec. danneggiò gravemente tutta la zona presbiteriale, costringendo il rinnovo di gran parte della decorazione.

## Descrizione
Si tratta di una chiesa a pianta basilicale con una sola navata, transetto non eccedente in pianta, abside quadrangolare e cinque profonde cappelle per lato, alle quali vanno aggiunte le due ricavate nel transetto, sopra il quale si apre la cupola.
L'intera chiesa è decorata da stucchi e pitture, a tela e su muro. Di notevole importanza è soprattutto il patrimonio pittorico conservato nelle singole cappelle.

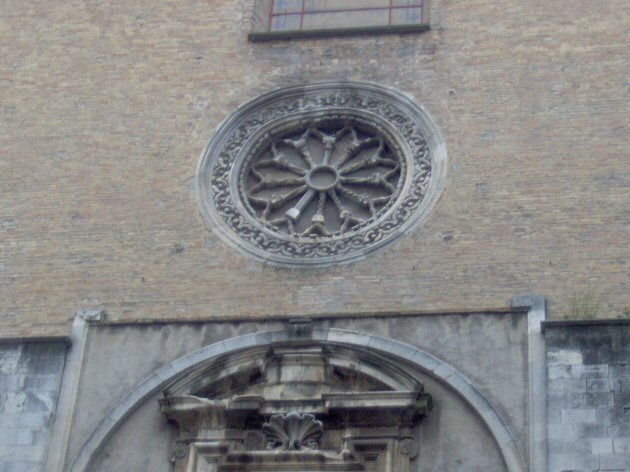
Il rosone medievale

## La facciata
Allo stato in cui si presenta oggi, la facciata è chiaramente frutto di un rinnovamento incompiuto, che avrebbe voluto sostituire il prospetto medievale in senso barocco. Dunque troviamo una parte alta che, seppur modificata nel coronamento, anticamente orizzontale, oggi curvilineo, conserva l'antico laterizio e le due lesene che la tripartiscono (indicando la possibilità che la scansione interna fosse originariamente a tre navate), nonché la tipica decorazione ad archetti ciechi sul coronamento. Medievale è anche il rosone in pietra traforata e decorata, mentre il finestrone sovrastante è chiaramente un'aggiunta successiva.
La ricostruzione barocca si è fermata al primo ordine, realizzato a blocchi di pietra, nel quale si apre il portale con la sua cornice decisamente arzigogolata; ai due lati, due grandi nicchie anch'esse a cornice mistilinea, sono occupante dalle statue di Sant'Antonino Pio di Firenze e di San Domenico.
La particolarità di rappresentare santi non francescani si deve al fatto che queste opere si trovavano in facciata dell'antica chiesa di San Domenico e furono trasferite in loco dopo la demolizione di quest'ultima.
L'accademica scalinata dello Scaraviglia è stata invece realizzata nel 1879, quando s'intese collegare la zona del “pozzo” all'attuale Via Arniense e questo rese necessario lo sbancamento del dislivello che caratterizza la zona dell'antistante piazza della cattedrale.

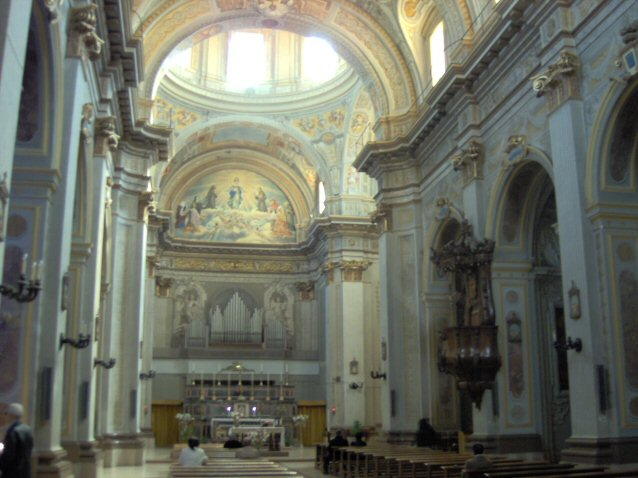
Veduta della navata di San Francesco a Chieti

## Interno

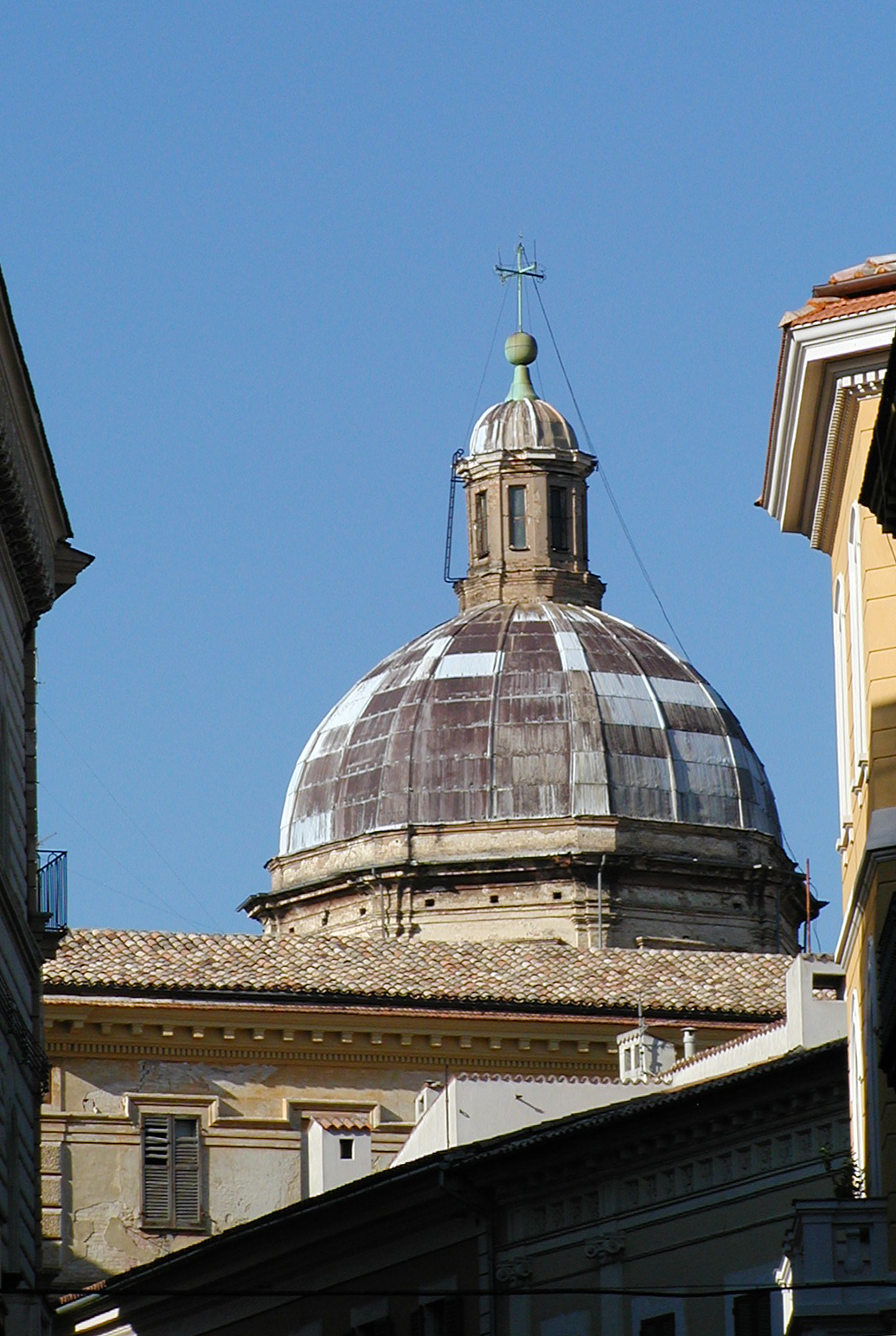
Veduta della cupola

La chiesa, nel suo rinnovamento seicentesco, adottò modelli ispirati alla controriforma ed al tipo gesuitico, con la creazione di un'ampia navata nella quale ben espletare le esigenze liturgiche, separata chiaramente dalle cappelle destinate alla devozione privata, qui molto sentita: all'interno della chiesa, infatti, varie famiglie e comunità, teatine d'adozione ma di provenienza diversa, scelsero di acquistare il patronato di una cappella nella quale riportare il culto di santi legati alla propria zona d'origine.
La prima cappella nella parte sinistra è la cappella dei lombardi, della cui devozione resta traccia nelle tele seicentesche raffiguranti episodi della vita di sant'Ambrogio (La penitenza di Giustiniano) e di san Carlo Borromeo (Comunione agli appestati). La cappella è comunque dedicata a Sant'Antonio, effigiato nella statua posta in una nicchia sull'altare (opera dello scultore napoletano del settecento Giovanni Colombo). La seconda cappella apparteneva invece alla nazione bolognese attraverso il patronato della famiglia Gozzi, che esportò in Chieti il culto di Santa Caterina de' Vigri insieme a tre ottime tele di Ercole Graziani, caposcuola della pittura bolognese del settecento. Allo stesso secolo risale la raffinata decorazione scultorea in stucchi firmata Giovan Battista Gianni. Sempre dello stesso secolo, è la tela raffigurante l'Immacolata Concezione, opera del pittore teatino Donato Teodoro, che decora l'omonima cappella successiva. La quarta cappella, dedicata originariamente a san Lorenzo, è oggi adornata con tele tardo seicentesche che raffigurano la vita di sant'Antonio di Padova; è comunque importante perché ricorda l'antico qui tributato al martire paleocristiano prima dell'arrivo dei francescani. L'ultima cappella del lato sinistro della navata è quella dedicata alla nazione veneta, pittoricamente importante per la pala, ma attualmente in precarie condizioni di conservazione. Le pitture sono di Giovan Battista Spinelli, pittore teatino di origine bergamasca ma importante ed eccentrico rappresentante della scena napoletana negli anni tra il 1630 ed il 1650. Il quadro d'altare rappresenta la Madonna con il Bambin Gesù, San Marco, San Luca e Sant'Alessandro (patrono di Bergamo, città d'origine del pittore).
Il lato opposto della chiesa, quello a destra di chi entra, comincia invece con la cappella dedicata a san Michele arcangelo, contenente una copia del famoso dipinto di Guido Reni, continuando con la moderna cappellina del Suffragio, rifatta nella seconda metà del novecento. La terza cappella è dedicata alla Madonna degli Angeli, ed ospita la tela della Madonna con Bambino ed angeli insieme ai due San Giovanni, il Battista e l'Evangelista. L'opera, morbidamente settecentesca, è attribuibile a Nicola Maria Rossi, pittore napoletano della scuola del De Matteis. La quarta cappella è dedicata a San Giuseppe ed era anticamente patronato della famiglia teatina dei Nicolini: un'antica tradizione afferma che anche il celebre storico Nicola Nicolino, sia qui sepolto. Alle pareti vi sono due tele, la Natività e l'Adorazione dei pastori, databili per via critica alla prima metà del '600, coeve alla decorazione plastica delle pareti. Ultima delle cappelle del lato sinistro è quella di San Ludovico da Tolosa: la delicata decorazione a stucco è opera di Michele Clerici, mentre la pala d'altare del pittore teatino Donato Teodoro. Entrambe sono del settecento.
All'altezza del penultimo pilastro sulla destra, è collocato il pulpito ligneo dall'artistica forma "a cipolla", realizzato alla fine del settecento da Modesto Salvini, intagliatore di Orsogna, che replicherà poi il fortunato modello in altre chiese dell'ordine francescano in Abruzzo.

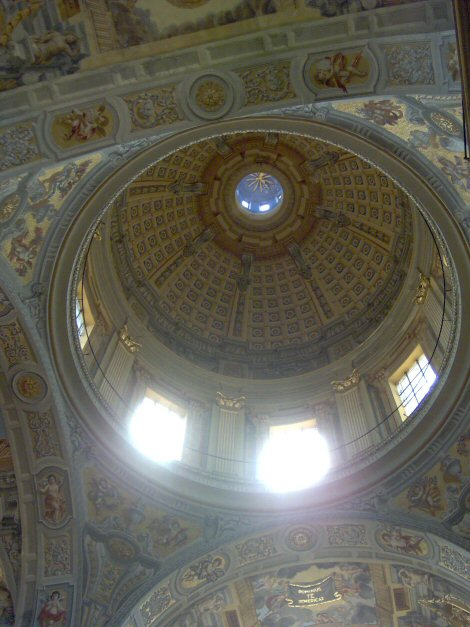
vista della cupola dal presbiterio

## Transetto e presbiterio
Il transetto è costruito secondo modelli gesuitici tardo cinquecenteschi, ovvero senza eccedere in pianta, sfruttando lo spazio lasciato libero dalle cappelle laterali. L'aspetto attuale è frutto della restaurazione seicentesca, dilatata in realtà tra il 1576, data in cui vennero finanziati i lavori dal parlamento cittadino e fu stilato un primo progetto, il 1689, anno in cui si realizzavano i rinforzi alla zona absidale per sostituire la copertura, ed una data successiva ma non troppo lontana dal 1703, anno in cui una veduta della città, non mostrando ancora la cupola francescana, si pone come termine post quem per la sua realizzazione.

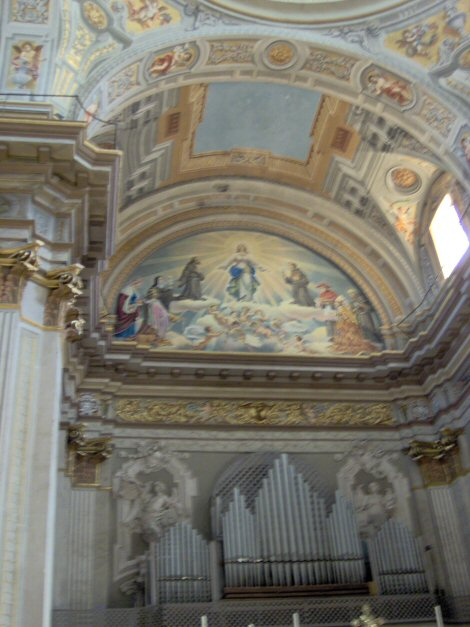
Presbiterio con raffigurata l'Apoteosi di Maria Vergine Regina dei Cieli, opera di Giovanni Lerario

Il transetto ospita ai suoi lati due altari incassati nella muratura, dedicati ai due santi “fondamentali” dell'ordine francescano, ovvero san Francesco e sant'Antonio. Delle complesse macchine scultoree barocche ospitano, nelle apposite nicchie, statue tardo cinquecentesche riferibili ad autori di provenienza napoletana. Presenti anche medaglioni in stucco narranti storie dei due grandi santi duecenteschi.
La cupola emisferica s'innalza al centro della zona presbiteriale su quattro pennacchi innestati su pilastri, gonfia e luminosa,  dotata di lanternino sotto il quale si aprono otto finestre. La scansione è sottolineata da una decorazione a cassettoni ed a nervature dipinte, pienamente inserita nel contesto “illusionistico” che segna tutta la decorazione ad affresco dell'edificio.
L'altare maggiore, che precede l'abside è di dimensioni monumentali e formato da scure lastre di marmo pregiato: austero pur nelle movimentate forme barocche, è opera di maestri napoletani del settecento. La zona absidale è rettangolare; un tempo ospitava il coro ligneo commissionato al maestro D'Attilio nel 1767, ma un incendio, nel 1932, lo distrusse, danneggiando tutta la zona: sopravvissero solo gli angioletti in stucco, mentre gli affreschi attuali, con “la Madonna in gloria tra santi”, sono opera novecentesca di Padre Lerario, pittore francescano all'opera in varie chiese dell'ordine in Abruzzo (Pescara e Lanciano).

## Il terremoto
Ha subito gravi danni nel terremoto dell'Aquila del 6 aprile 2009, e dopo questo evento catastrofico è ancora inagibile ma sono partiti nel mese di marzo 2015 i lavori di ristrutturazione.

## Galleria d'immagini

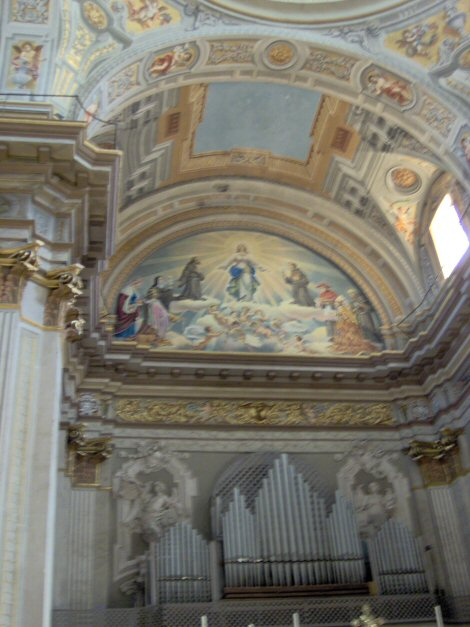
Gli affreschi della zona absidale
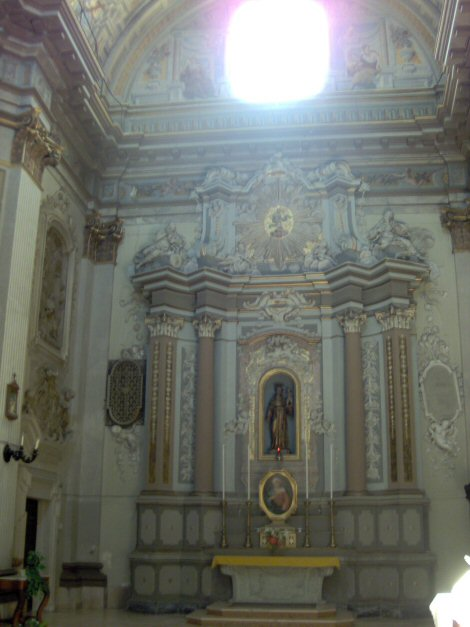
L'altare di Sant'Antonio nel transetto.
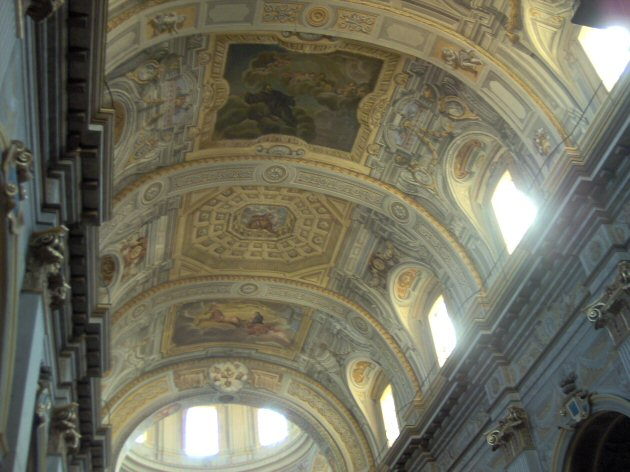
La volta dipinta con episodi della vita di san Francesco
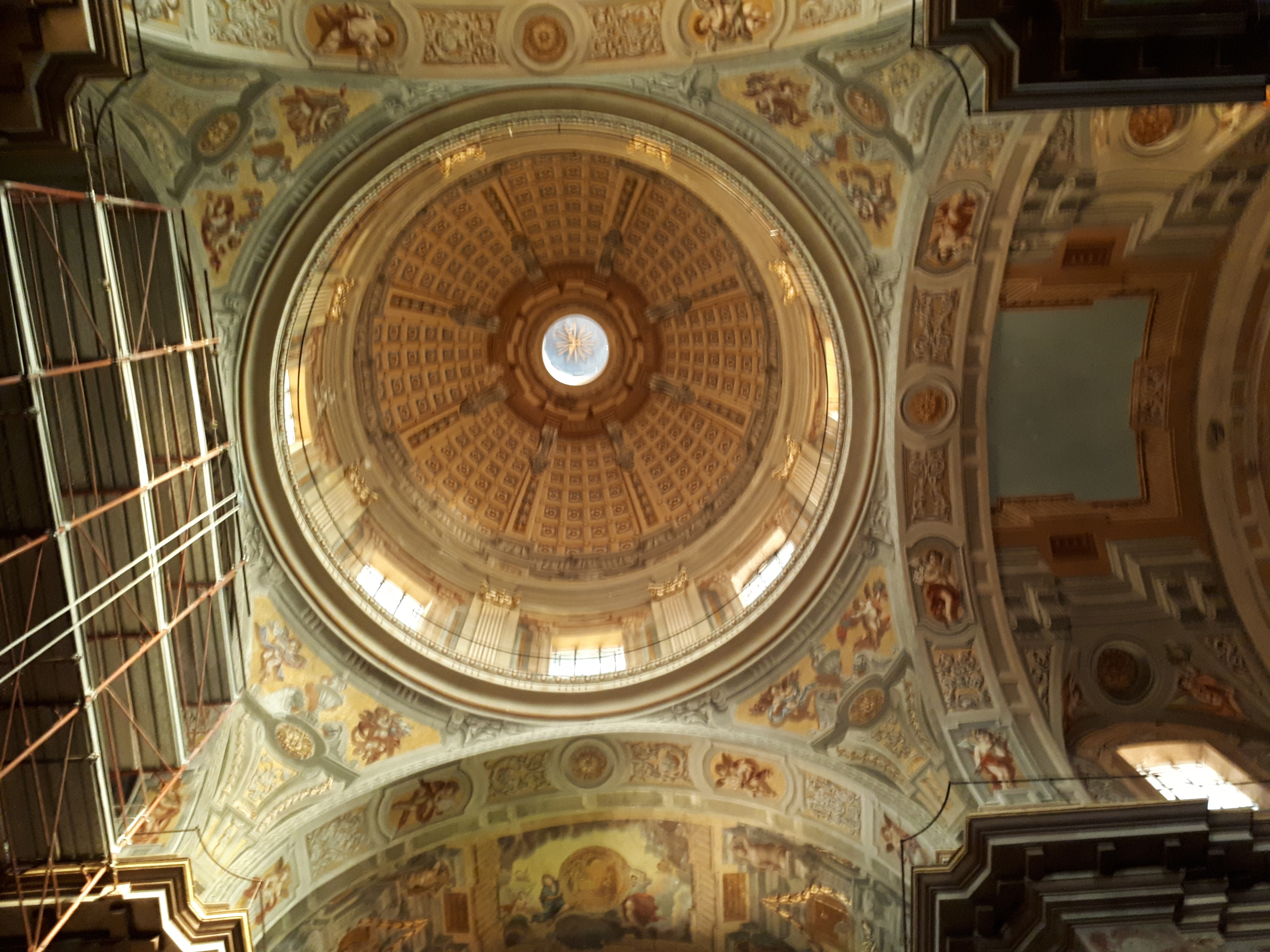
Cupola
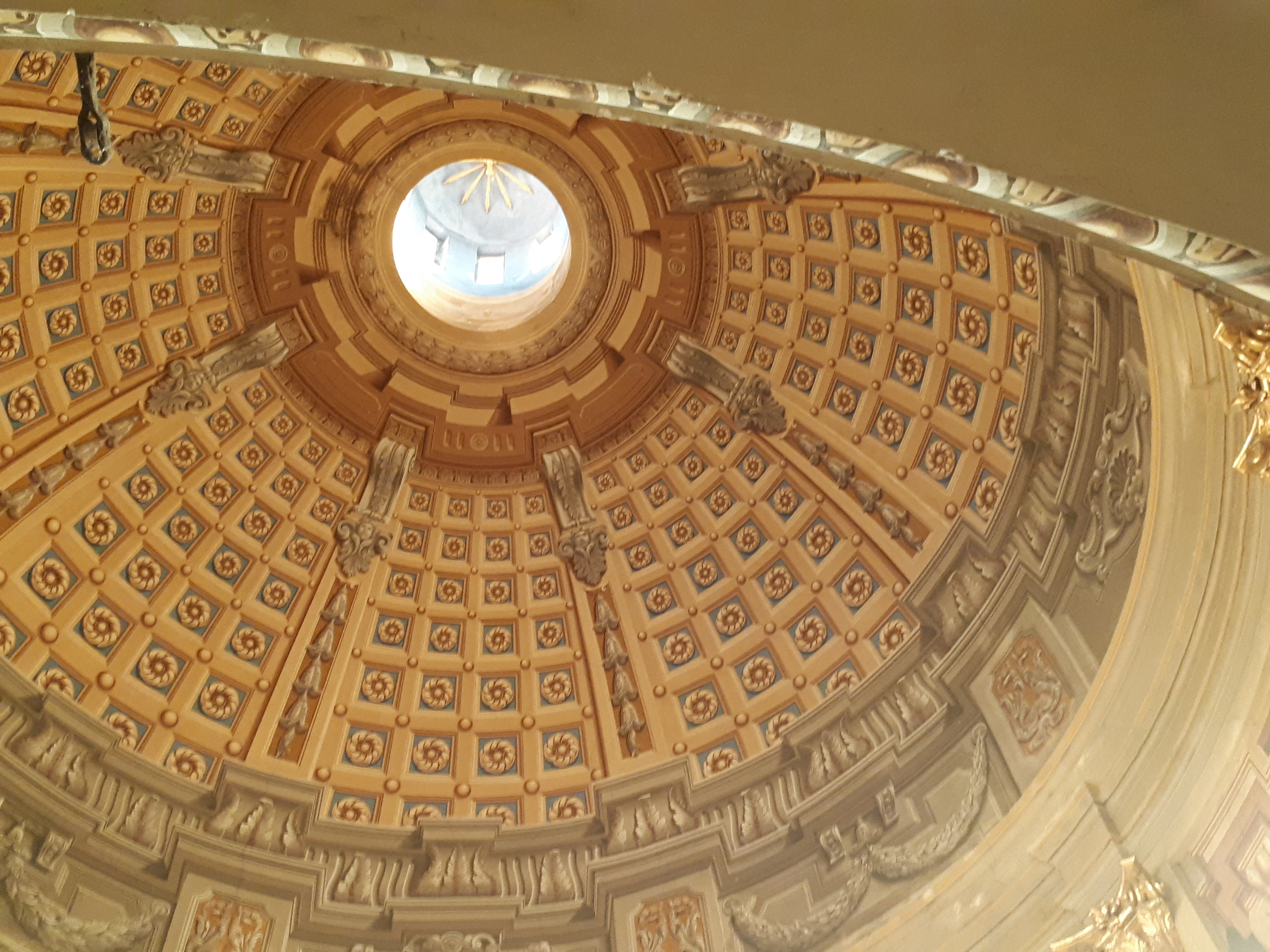
Cupola vista da impalcature per il restauro della volta